# Новогеоргиивка
Новогеоргиивка (на украински: Новогеоргіївка) е село в Южна Украйна, Подилски район на Одеска област. Основано е през 1876 година. Населението му е около 1037 души.